# Francisco Javier Rodríguez
Artikeln följer den spanska namnseden; faderns efternamn är Rodríguez och moderns efternamn Pinedo.
Francisco Javier Rodríguez Pinedo, känd som Maza, född 10 oktober 1981, är en mexikansk fotbollsspelare (försvarare) som spelar för Liga MX-klubben Cruz Azul.
Rodríguez har spelat 65 matcher för det mexikanska landslaget och har bland annat deltagit vid olympiska sommarspelen 2004, världsmästerskapet 2006 och världsmästerskapet 2010.